# Joan Manuel González Corominas
Joan Manuel González Corominas   (Navàs, 24 de maig de 1968), també conegut com a Pedregà, és un pilot català de motos i quads. Es va iniciar a l'enduro l'any 1988 i va començar a competir en quad l'any 2001, guanyant l'edició 2006 del Ral·li Dakar d'aquesta categoria i quedant en tercera posició el 2010. L'any 2002 va guanyar la Baja Aragón i ha guanyat el campionats d'Espanya d'enduro en categoria Sènior-B (1996) i el de quads (2001).